# Funció de von Mangoldt

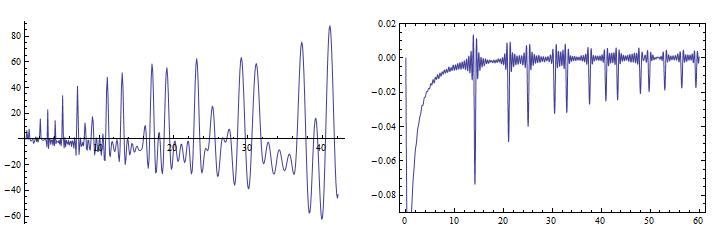
(Esquerra) La funció de von Mangoldt, aproximada per ones zeta zero. (Dreta) La transformada de Fourier de la funció de von Mangoldt dona un espectre amb parts imaginàries de zeros zeta de Riemann com a puntes a les ordenades de l'eix x.

En matemàtiques, la funció de von Mangoldt és una funció aritmètica que porta el nom del matemàtic alemany Hans von Mangoldt. És un exemple d'una funció aritmètica important que no és ni multiplicativa ni additiva.
La funció de von Mangoldt, denotada per Λ(n), es defineix com
{\displaystyle \Lambda (n)={\begin{cases}\log p&{\text{si }}n=p^{k}{\text{ per nombres primers }}p{\text{ i enters }}k\geq 1,\\0&{\text{altrament.}}\end{cases}}}
Els valors de Λ(n) per als nou primers nombres enters positius (és a dir, nombres naturals) són
{\displaystyle 0,\log 2,\log 3,\log 2,\log 5,0,\log 7,\log 2,\log 3,}
que està relacionat amb (seqüència A014963 d'OEIS).
La funció de von Mangoldt té un paper important en la teoria de les sèries de Dirichlet, i en particular, la funció zeta de Riemann. Per exemple, un té
{\displaystyle \log \zeta (s)=\sum _{n=2}^{\infty }{\frac {\Lambda (n)}{\log(n)}}\,{\frac {1}{n^{s}}},\qquad {\text{Re}}(s)>1.}
La segona funció de Txebixov ψ (x) és la funció sumatòria de la funció de von Mangoldt:
{\displaystyle \psi (x)=\sum _{p^{k}\leq x}\log p=\sum _{n\leq x}\Lambda (n)\ .}